# Cymbalophora pudica
Cymbalophora pudica är en fjärilsart som beskrevs av Eugen Johann Christoph Esper 1784. Cymbalophora pudica ingår i släktet Cymbalophora och familjen näbbflyn, Erebidae. Två underarter finns listade i Catalogue of Life, Cymbalophora pudica magnifica Rothschild, 1914 och Cymbalophora pudica pudica (Esper, 1784)

## Bildgalleri

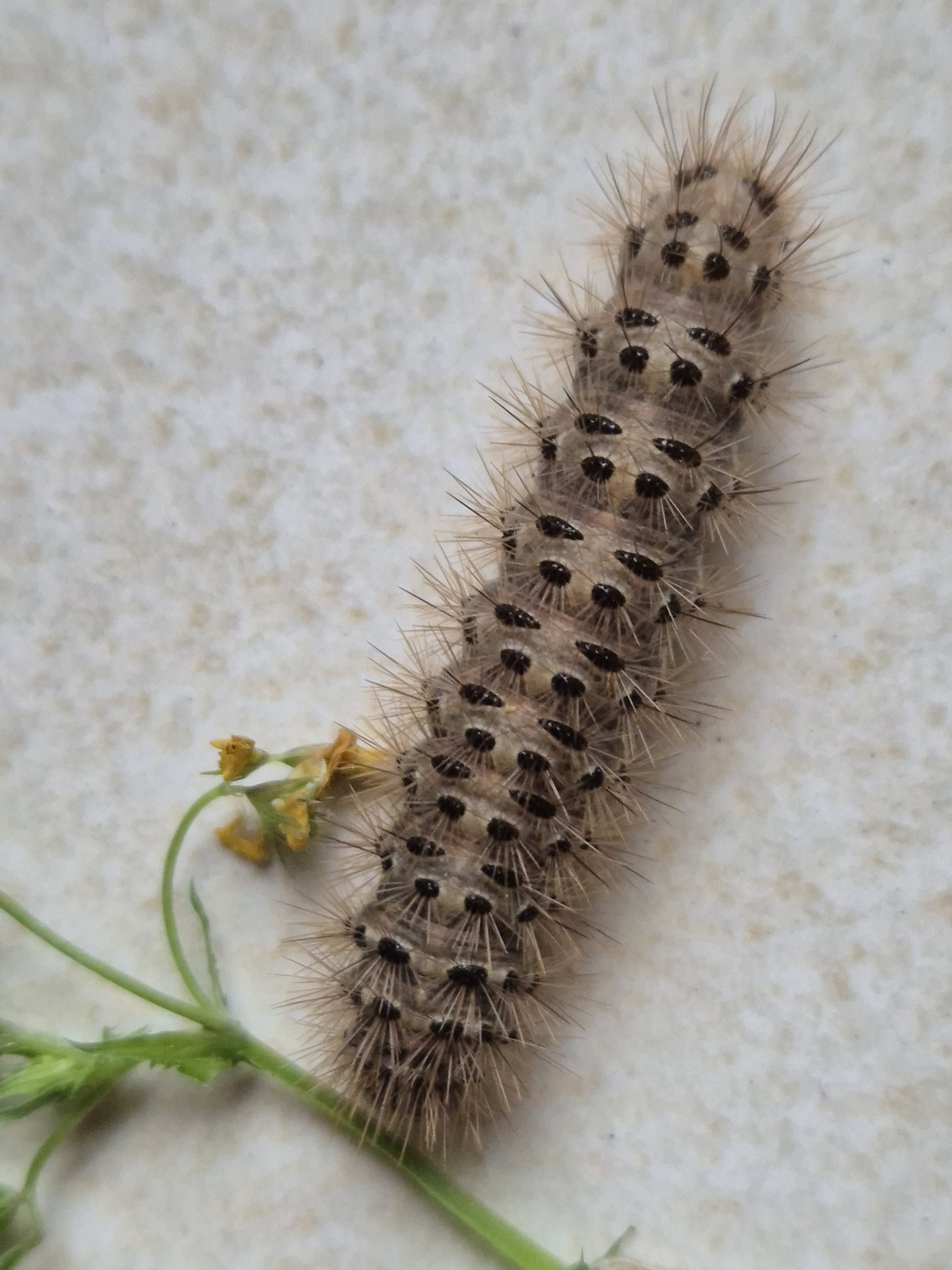
Fjärilens larv.
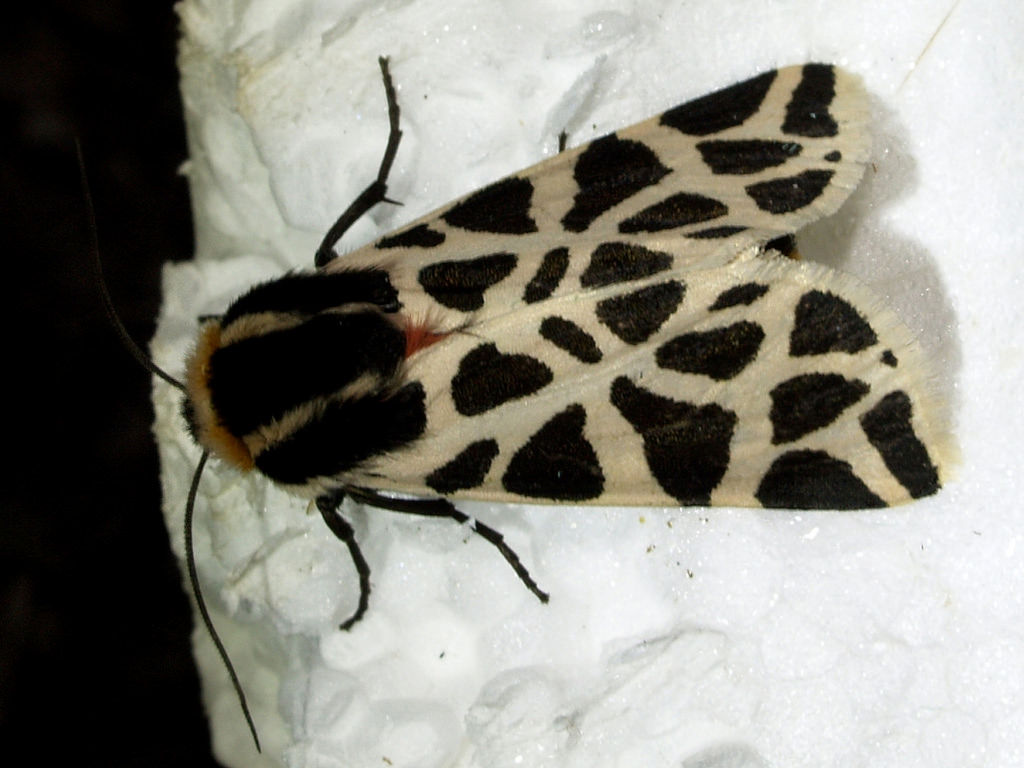
Imago fjäril.
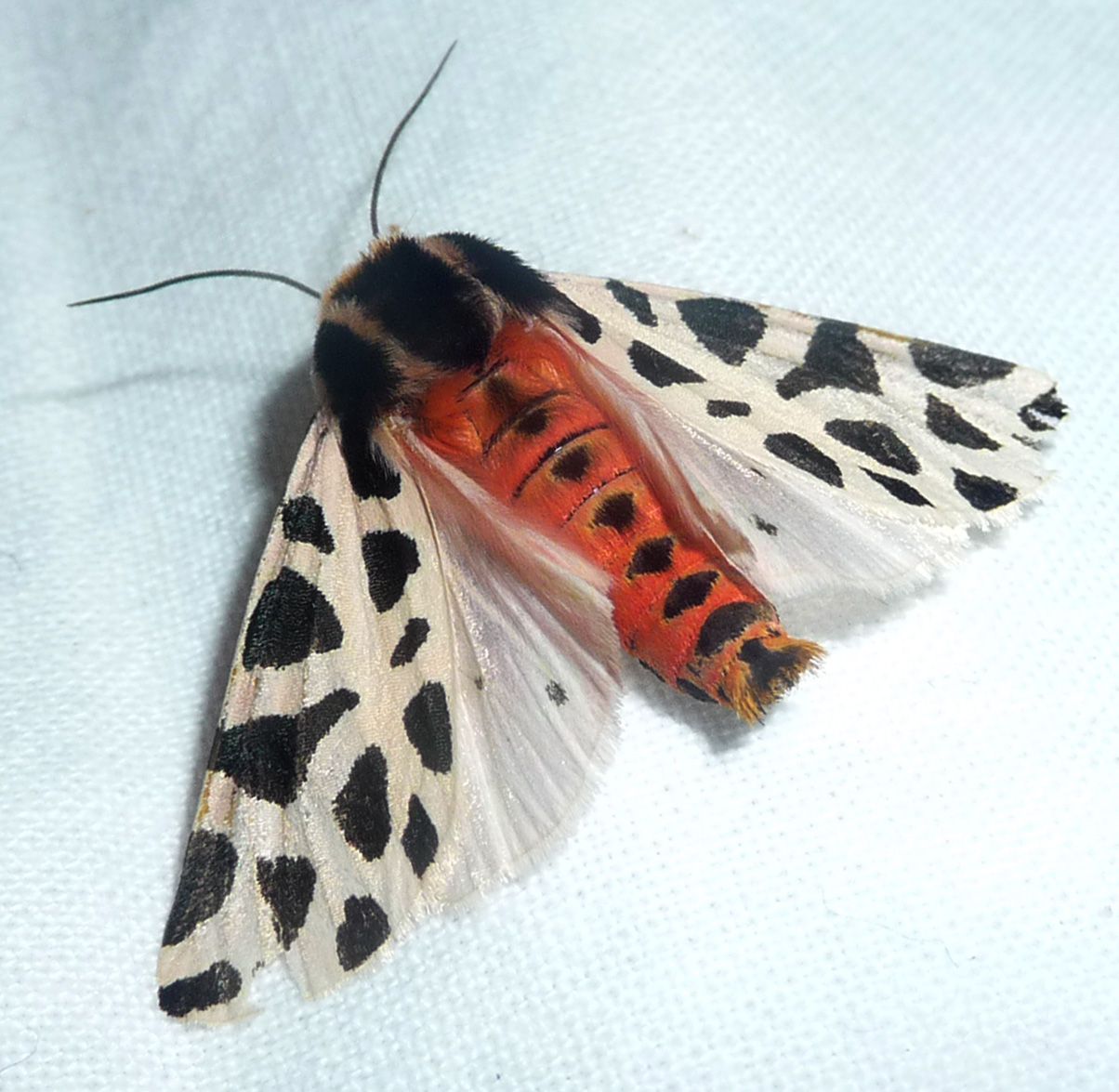
Imago fjäril.
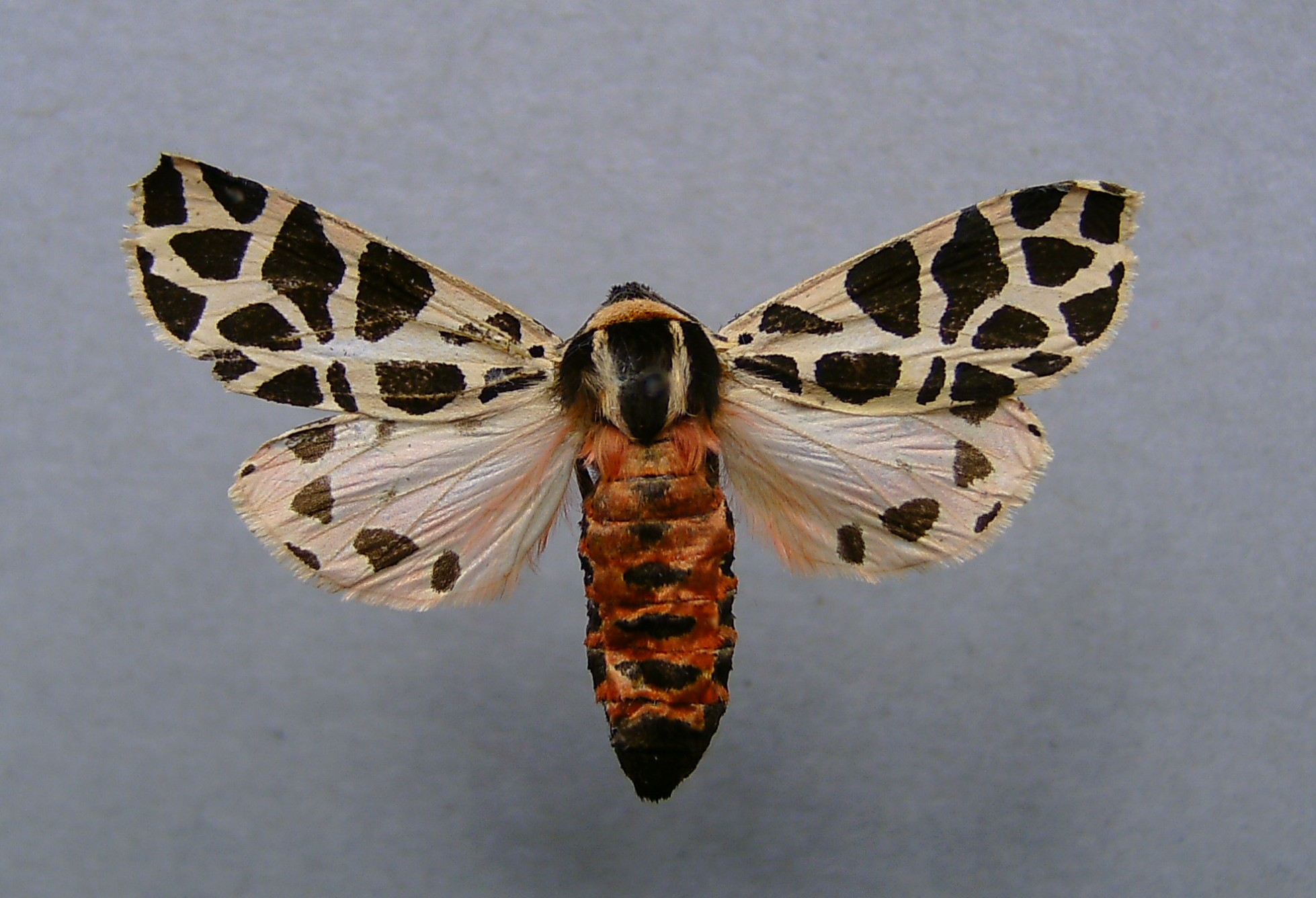
Preparerad (uppnålad) imago fjäril, hona.